# Luis Yglesias Giró
Luis Yglesias Giró   (Barcelona, c. 1 de gener de 1942 - Sitges, 2 de gener de 2018) va ser un pilot de motociclisme català. Fou pilot oficial d'OSSA, empresa amb els amos de la qual estava emparentat. Acabà tercer en el premi RMCC de motocicletes Sport el 1963 i guanyà el Gran Premi d'Espanya en la mateixa categoria el 1966. Disputà sis vegades les 24 Hores de Montjuïc, en què aconseguí la victòria el 1967 amb una OSSA 230 Sport, fent equip amb el seu cosí Carles Giró. Aquesta victòria li reportà el seu segon Campionat d'Espanya de resistència consecutiu.